# ЦНИИ-27
27-й Центральный научно-исследовательский институт Министерства обороны РФ / МО СССР (ЦНИИ-27, ВЦ-1) (в/ч 01168) — первый советский вычислительный центр, предназначенный для решения особо важных задач Министерства обороны СССР на основе использования вычислительной техники.
Был создан в мае 1954 года для нужд Министерства обороны СССР. Создателем ВЦ-1 и первым его руководителем являлся выдающийся учёный, пионер кибернетики и основоположник отечественной военной информатики Анатолий Иванович Китов. Ему удалось привлечь в стены ВЦ-1 ряд крупных учёных: Н. А. Криницкого, Л. А. Люстерника, И. А. Полетаева, Н. П. Бусленко, А. А. Ляпунова, Г. Г. Белоногова, Г. А. Миронова, Ю. Д. Фролова , Г. А. Мещерякова, Ю. И. Беззаботнова, В. П. Исаева и других. В 1950-е годы это был первый и самый крупный в СССР ВЦ, в стенах которого работало несколько сот программистов, электронщиков и математиков.
Центр размещался вначале в Артиллерийской академии имени Дзержинского, а затем по адресу: 123007, Москва, 1-й Хорошёвский проезд, д. 5, Войсковая часть 01168.
В начале существования в ВЦ-1 МО СССР имелось три научных отдела:
- отдел эксплуатации ЭВМ «Стрела» (была установлена в 1956 году, на ней делались расчёты орбит всех запускаемых в СССР искусственных спутников Земли и др. задачи);
- отдел эксплуатации ЭВМ «Интеграл»;
- отдел программирования;

и так называемая обслуживающая группа.
ВЦ-1 обеспечил выполнение баллистических расчётов запусков всех первых спутников и первых четырёх пилотируемых космических полётов .
В ВЦ-1 МО СССР была разработана ЭВМ «М-100», являвшейся в то время самой быстродействующей ламповой ЭВМ не только в СССР, но и в мире.
Выпускался «Сборник научных трудов в/ч 01168 Министерства обороны» (Главный редактор А. И. Китов).
В 1961 году Вычислительный центр № 1 преобразован в 27-й Центральный научно-исследовательский институт Министерства обороны СССР.
В 1981 г. за заслуги в создании командно-сигнальной системы управления в высшем звене управления ВС СССР Институт был награждён орденом Трудового Красного Знамени. За достигнутые успехи в завершении и реализации НИР «Команда» присуждена Государственная премия СССР генерал-лейтенанту Б. И. Стрельченко, генерал-майору О. Н. Филиппову и полковнику А. И. Черкащенко. Указом Президиума Верховного Совета СССР от 27 января 1981 г. № 3826 орденами и медалями награждены сотрудники Института, участвовавшие в НИР «Команда» и в государственных испытаниях командно-сигнальной системы управления. В их числе В. А. Батраков, В. К. Тонов, А. П. Царев, А. В. Закурдаев, Г. Д. Курников, В. Н. Тимофеев, В. П. Щербаков и другие.
В 1999 году на базе института создан Координационный научно-технический совет по проблеме совершенствования АСУ ВС РФ
Некоторое время (2011—2013) в составе ЦНИИ-27 были ЦНИИ-16 (радиоэлектроника) из Мытищ и ЦНИИ-29 (расположен в Сокольниках) (топография).
В настоящее время входит в структуру МО РФ.
20 мая 2025 года, на фоне российского вторжения на Украину, центр был включён в санкционный список стран Евросоюза в связи с распространением и применением химического оружия на Украине.